# Movimento Democrático Social
O Movimento Democrático Social (em grego: Δημοκρατικό Κοινωνικό Κίνημα, Dimokratiko Koinoniko Kinima) é um partido político da Grécia, de ideologia social-democrata, integrado no SYRIZA. 
O partido, conhecido pela sua sigla DIKKI, foi fundado em 1995 por militantes da ala de esquerda e eurocéptica do PASOK, então partido de governo, mas que, sofria uma grande divisão interna após a morte do seu fundador Andreas Papandreou.
Desde 1999 foi membro do grupo, no Parlamento Europeu, da Esquerda Unitária Europeia/Esquerda Nórdica Verde  e, em 2007, decidiu integrar o SYRIZA .

## Resultados eleitorais

### Eleições legislativas
| Data    | Votos                                  | %                                      | Deputados                              | +/-                                    | Status                                 |
| ------- | -------------------------------------- | -------------------------------------- | -------------------------------------- | -------------------------------------- | -------------------------------------- |
| 1996    | 300 954                                | 4,4 (#5)                               | 9 / 300                                |                                        | Oposição                               |
| 2000    | 184 598                                | 2,7 (#5)                               | 0 / 300                                | 9                                      | N/D                                    |
| 2004    | 132 933                                | 1,8 (#6)                               | 0 / 300                                | =                                      | N/D                                    |
| 2007    | Concorreu integrado no SYRIZA          | Concorreu integrado no SYRIZA          | Concorreu integrado no SYRIZA          | Concorreu integrado no SYRIZA          | Concorreu integrado no SYRIZA          |
| 2009    | Concorreu integrado no SYRIZA          | Concorreu integrado no SYRIZA          | Concorreu integrado no SYRIZA          | Concorreu integrado no SYRIZA          | Concorreu integrado no SYRIZA          |
| 05/2012 | Concorreu integrado no SYRIZA          | Concorreu integrado no SYRIZA          | Concorreu integrado no SYRIZA          | Concorreu integrado no SYRIZA          | Concorreu integrado no SYRIZA          |
| 06/2012 | Concorreu integrado no SYRIZA          | Concorreu integrado no SYRIZA          | Concorreu integrado no SYRIZA          | Concorreu integrado no SYRIZA          | Concorreu integrado no SYRIZA          |
| 01/2015 | Concorreu integrado no SYRIZA          | Concorreu integrado no SYRIZA          | Concorreu integrado no SYRIZA          | Concorreu integrado no SYRIZA          | Concorreu integrado no SYRIZA          |
| 09/2015 | Concorreu integrado na Unidade Popular | Concorreu integrado na Unidade Popular | Concorreu integrado na Unidade Popular | Concorreu integrado na Unidade Popular | Concorreu integrado na Unidade Popular |

### Eleições europeias
| Data | Votos                         | %                             | Deputados                     | +/-                           |
| ---- | ----------------------------- | ----------------------------- | ----------------------------- | ----------------------------- |
| 1999 | 440 191                       | 4,7 (#4)                      | 2 / 25                        |                               |
| 2004 | Não concorreu                 | Não concorreu                 | Não concorreu                 | 2                             |
| 2009 | Concorreu integrado no SYRIZA | Concorreu integrado no SYRIZA | Concorreu integrado no SYRIZA | Concorreu integrado no SYRIZA |
| 2014 | Concorreu integrado no SYRIZA | Concorreu integrado no SYRIZA | Concorreu integrado no SYRIZA | Concorreu integrado no SYRIZA |